# Arabian Prince
Arabian Price (nacido como Kim Nazel) es un electro hop (tipo de música dance mezclada con hip hop que surge en Southern California entrada la década de los 80’) y rapero de Los Ángeles, California. Empezó su carrera en RapSur Records, compañía montada por Russ Parr, donde sacó clásicos de electrónica como "Innovator" & "Strange Life". Un par de años después él se unió a los Niggaz with Attitude (N.W.A.) de Compton. Pero The Arabian Prince dejó el grupo para emprender una carrera en solitario en 1988. Su debut Brother Arab on Orpheus fracasó en 1989, pero hoy la gente demanda el disco. El álbum incluía Brother Arab y Where's My Bytches, además de un trabajo en el Straight Outta Compton y producciones para artistas de la costa oeste. 
En el 2000, Arabian Prince examinaba videojuegos para FOX Interactive y actualmente dirige el estudio de animación 3D.